# Erika Sulzmann
Erika Sulzmann (* 7. Januar 1911 in Mainz; † 17. Juni 1989) war eine deutsche Ethnologin. Erika Sulzmann leitete 1951 bis 1954 die erste größere Feldforschungsreise der Nachkriegszeit, die Mainzer Kongo-Expedition. Dieser ersten ethnographischen Forschungsreise folgten in den Jahren 1956 bis 1980 noch acht weitere Reisen zu den südwestlichen Mongo in Zaïre. Erika Sulzmann errichtete 1984 zusammen mit Irma und Rosemarie Sulzmann die Sulzmann-Stiftung, die ethnologische, sozial-, sprach- und literaturwissenschaftliche Forschungen in und über Afrika fördert.

## Leben
Erika Sulzmann gelangte auf einem kleinen Umweg zur Ethnologie. Nach ihrem Abitur arbeitete sie als Bibliothekarin und Fotografin am Institut für Kulturmorphologie in Frankfurt (heute Frobenius-Institut). Durch ihr wachsendes Interesse an Anthropologie und vor allem an afrikanischen Kulturen begann Sulzmann 1940 bei Hermann Baumann in Wien Ethnologie zu studieren. Forschungen zur Wiener Völkerkunde während der NS-Zeit haben ergeben, dass sie eine Befürworterin der NS-Ideologie war und diesbezüglich Druck auf die Studierenden ausgeübt hat.
1947 promovierte sie zum Thema Die Mongo – Studien zu einer regionalen Monographie bei Wilhelm Koppers.
Im Sommer 1948 kam Erika Sulzmann als Assistentin an das neueingerichtete Institut für Völkerkunde der Johannes-Gutenberg-Universität Mainz. 1960 wurde sie zunächst Kustodin der ethnographischen Studiensammlung, dann akademische Oberrätin und schließlich Akademische Direktorin. Sie war bis zu ihrem Tod im Juni 1989 eine aktive Mitarbeiterin des Institutes.

## Schriften (Auswahl)
- Quellen zur Geschichte und Sozialstruktur der Mbóle und Imoma (Ethnie Móngo, Zaire). Berlin, Reimer, 1986.
- La soumission des Ekonda par les Bombomba. In: Annales aequatoria (1985), Vol. 6, S. 1–17.
- Orale Tradition und Chronologie : der Fall Baboma – Bolia (Northwest Zaire). In: Mélanges de culture et de linguistique africaines; publiés à la mémoire de Leo Stappers / éd. par C.M. Faïk-Nzuji et E. Sulzmann, 1983, S. 525–586.
- Mélanges de culture et de linguistique africaines : publiés à la mémoire de Leo Stappers. Berlin, Reimer, cop. 1983 (mit Clémentine Madiya Faïk-Nzuji).
- Ein Jagdbericht im Dialekt der Batwa von Ebungu (Ekonda). In: Annales Aequatoria; recueil d'études offert au R.P.G. Hulstaert à l'occasion de son 80e anniversaire; tome I, vol. 2 / A. Claessens, et H. Vinck / 1980.